# Cây lá bỏng
Cây lá bỏng hay cây thuốc bỏng, phương ngữ Nam Bộ (Việt Nam) gọi là cây sống đời ta (danh pháp hai phần: Kalanchoe pinnata) là loài cây bản địa của Madagascar. Cây lá bỏng có khả năng sinh sản sinh dưỡng bằng lá rất tốt, đây cũng là đặc điểm chung của nhóm Bryophyllum thuộc chi Kalanchoe.
Cây thuốc bỏng được trồng và mọc tự nhiên tại nhiều vùng thuộc châu Á, Thái Bình Dương và Caribe.

## Mô tả

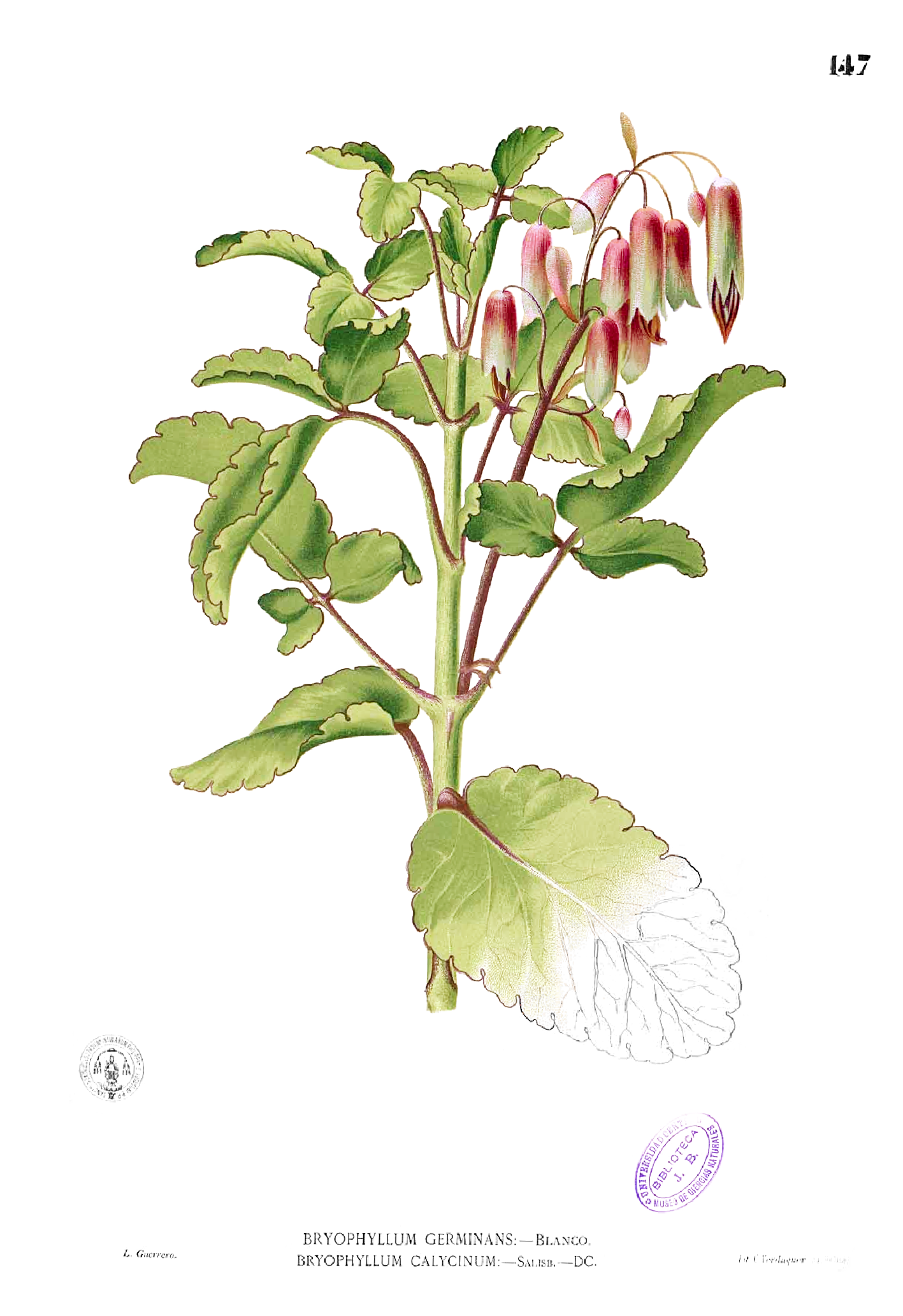
Kalanchoe pinnata

Cây mọng nước, lá mọc đối, phiến lá dày, hoa màu hồng hay đỏ. Lá dùng để đắp lên vết bỏng. Đó là lý do mà tên của nó là cây lá bỏng.

## Phân bố
Kalanchoe pinnata mọc tự nhiên ở các vùng có khí hậu ôn hòa thuộc châu Á, Australia, New Zealand, Tây Ấn, Macaronesia, Mascarenes, Galapagos, Melanesia, Polynesia và Hawaii.
Nhiều nơi trong các địa điểm trên, như Hawaii, coi cây lá bỏng là loài xâm thực. 